# Morgensang (tv-program)
 For alternative betydninger, se Morgensang. (Se også artikler, som begynder med Morgensang)
Morgensang (i sæson 1 under navnet Morgensang med Philip Faber) er en programserie på DR. Programserien blev til efter ide af Phillip Faber, dirigent for DR PigeKoret, som han ikke kunne mødes med på grund af Corona-nedlukningen af Danmark i foråret 2020. I stedet blev det til daglig transmission af små programmer af ca. ti minutters varighed, som på alle ugens dage inviterede til morgenfællessang efter devisen "sammen - hver for sig". Hver udsendelse blev indledt med opvarmning af krop og stemme, og derefter fulgte to danske sange. På udvalgte dage dog flere end to sange. I senere sæsoner var ikke alle sange danske.
Tirsdage fik betegnelsen "Tonefilmstirsdag", da den ene af dagens sange stammede fra en af de gamle danske tonefilm, og onsdag var der en børnesang på programmet. Søndage var der en salme på programmet, og Phillip Faber var iklædt søndagstøj med skjorte og slips.
Programmernes værter akkompagnerede på flygel til sangene og tilknyttede små fortællinger om sangenes komponister, forfattere, historiske tilknytning, særlige ord m.m.
De allerførste transmission skete via DR Pigekorets Facebook-side, hvorefter programmerne blev overtaget af DR og udsendt på DR1 og P2.
Udsendelserne havde publikum i alle aldre og alle egne inkl. danskere i udlandet, hvilket bl.a. fremgik af små videoklip indsendt af seere/lyttere.
Frem til 4. maj 2020 blev udsendelserne transmitteret fra en privat stue på Østerbro i København.  Fra 5. maj og frem flyttede udsendelserne til et hjørne af foyeren i DR Koncerthuset.
Den 12. august 2020 startede en ny sæson 2 op med to nye værter, Kaya Brüel og Ole Kibsgaard, da Philip Faber skulle tilbage til sit job som dirigent for DR PigeKoret. I en kortere periode i maj 2021, under femte sæson af programmet, var Kibsgaard syg og Mathias Hammer, der var redaktør på Morgensang og medvirker i Den klassiske musikquiz, overtog Kibsgaards plads.

## Sange

### Sæson 1
| Nr. hos DR   | Dato                          | Sang 1                                     | Sang 2                                      | Sang 3                          | Sang 4               | Kommentar |
| ------------ | ----------------------------- | ------------------------------------------ | ------------------------------------------- | ------------------------------- | -------------------- | --- |
| Via Facebook | Mandag d. 16. marts 2020      | I Østen stiger solen op                    |                                             |                                 |                      | Sang 1: abild + alle stjerner neje sig |
| 1            | Tirsdag d. 17. marts 2020     | Det er i dag et vejr                       | Forårsdag                                   |                                 |                      | |
| 2            | Onsdag d. 18. marts 2020      | Den blå anemone                            | Svantes lykkelige dag                       |                                 |                      | |
| 3            | Torsdag d. 19. marts 2020     | Nu titte til hinanden                      | Lyse nætter                                 |                                 |                      | |
| 4            | Fredag d. 20. marts 2020      | Godmorgen lille land                       | Hvor du sætter din fod                      | Buster                          | Jeg ved en lærkerede | |
| 5            | Lørdag d. 21. marts 2020      | Se, nu stiger solen                        | Papirsklip                                  |                                 |                      | |
| 6            | Søndag d. 22. marts 2020      | Lysets engel går med glans                 | Du kom med alt det der var dig              |                                 |                      | |
| 7            | Mandag d. 23. marts 2020      | Noget om helte                             | Gi' os lyset tilbage                        |                                 |                      | |
| 8            | Tirsdag d. 24. marts 2020     | Nu er dagen fuld af sang                   | Er du dus med himlens fugle                 |                                 |                      | |
| 9            | Onsdag d. 25. marts 2020      | En lærke letted'                           | Mariehønen Evigglad                         |                                 |                      | |
| 10           | Torsdag d. 26. marts 2020     | Du som har tændt millioner af stjerner     | Joanna                                      |                                 |                      | |
| 11           | Fredag d. 27. marts 2020      | Den signede dag med fryd vi ser            | Linedanser                                  |                                 |                      | |
| 12           | Lørdag d. 28. marts 2020      | Det dufter lysegrønt af græs               | Vårvise                                     |                                 |                      | |
| 13           | Søndag d. 29. marts 2020      | Hil dig, frelser og forsoner               | Solen er så rød, mor                        |                                 |                      | |
| 14           | Mandag d. 30. marts 2020      | Danmark, nu blunder den lyse nat           | Dansevise                                   |                                 |                      | |
| 15           | Tirsdag d. 31. marts 2020     | Tit er jeg glad                            | Du er min øjesten                           |                                 |                      | |
| 16           | Onsdag d. 1. april 2020       | Nu blomstertiden kommer                    | Hør, den lille stær                         |                                 |                      | |
| 17           | Torsdag d. 2. april 2020      | I skovens dybe, stille ro                  | Morgensolen over Øresund                    |                                 |                      | |
| 18           | Fredag d. 3. april 2020       | Nu er jord og himmel stille                | Barndommens land                            |                                 |                      | |
| 19           | Lørdag d. 4. april 2020       | Noget om kraft                             | Anemonesangen                               |                                 |                      | |
| 20           | Palmesøndag d. 5. april 2020  | Her vil ties, her vil bies                 | Fald min engel                              |                                 |                      | |
| 21           | Mandag d. 6. april 2020a      | En yndig og frydefuld sommertid            | Hilsen til forårssolen                      |                                 |                      | |
| 22           | Tirsdag d. 7. april 2020      | Du danske sommer jeg elsker dig            | Forelsket i København                       |                                 |                      | |
| 23           | Onsdag d. 8. april 2020       | Det haver så nyligen regnet                | Elefantens vuggevise                        |                                 |                      | |
| 24           | Skærtorsdag d. 9. april 2020  | Jens Vejmand                               | Regnvejrsdag i november                     |                                 |                      | |
| 25           | Langfredag d. 10. april 2020  | Min Jesus lad mit hjerte få                | Stille hjerte, sol går ned                  |                                 |                      | |
| 26           | Lørdag d. 11. april 2020      | Denne morgens mulighed                     | Hvalborg                                    |                                 |                      | |
| 27           | Påskedag d. 12. april 2020    | Påskeblomst! hvad vil du her               | Lille Idas sommervise                       | Et hav der vugger sig til ro nu |                      | Sang 3: sammenklippet video med Danmarks Radios Pigekor                                                                                          |
| 28           | 2. påskedag d. 13. april 2020 | Frydeligt med jubelkor                     | Fuld af nattens stjerner                    |                                 |                      | |
| 29           | Tirsdag d. 14. april 2020     | Den danske sang er en ung blond pige       | Man binder os på mund og hånd               |                                 |                      | |
| 30           | Onsdag d. 15. april 2020      | Hvor smiler fager den danske kyst          | Godmorgen sol                               |                                 |                      | |
| 31           | Torsdag d. 16. april 2020     | I østen stiger solen op                    | Jeg ser de bøgelyse øer                     |                                 |                      | Sang 2: referencer til Genforeningen og 100 års jubilæet. Dronning Margrethes 80 års fødselsdag - henvisning til fødselsdagssang senere på dagen |
| 32           | Fredag d. 17. april 2020      | Spænd over os dit himmelsejl               | Livstræet                                   |                                 |                      | Sang 1: melodien understøtter luft og udspænding af himmelsejlet. Sang 2: videoønske fra komponistens barnebarn.                                 |
| 33           | Lørdag d. 18. april 2020      | Visen om de 18 svaner                      | De smukke unge mennesker                    |                                 |                      | Sang 2: videoønske fra Hillerød |
| 34           | Søndag d. 19. april 2020      | Op, al den ting, som Gud har gjort         | Har du visor min vän                        |                                 |                      | |
| 35           | Mandag d. 20. april 2020      | Jeg elsker den brogede verden              | Barndommens gade                            |                                 |                      | |
| 36           | Tirsdag d. 21. april 2020     | Nu lyser løv i lunde                       | Susanne, Birgitte og Hanne                  |                                 |                      | |
| 37           | Onsdag d. 22. april 2020      | Han kommer med sommer                      | Puff                                        |                                 |                      | |
| 38           | Torsdag d. 23. april 2020     | Bedstefar, tag dine tænder på              | Jeg ved, hvor der findes en have så skøn    |                                 |                      | |
| 39           | Fredag d. 24. april 2020      | Julies sprog                               | Natten er så stille                         |                                 |                      | |
| 40           | Lørdag d. 25. april 2020      | Åbent hjerte                               | Den røde tråd                               |                                 |                      | |
| 41           | Søndag d. 26. april 2020      | Fred hviler over land og by                | Duerne flyver                               |                                 |                      | |
| 42           | Mandag d. 27. april 2020      | Tænk at livet koster livet                 | Det lysner over agres felt                  |                                 |                      | |
| 43           | Tirsdag d. 28. april 2020     | Jeg gik mig ud en sommerdag                | Musens sang                                 |                                 |                      | |
| 44           | Onsdag d. 29. april 2020      | Bjørnen vågner                             | Dyrene i Afrika                             |                                 |                      | |
| 45           | Torsdag d. 30. april 2020     | Hvad er det, min Marie                     | Den første gang jeg så dig                  |                                 |                      | |
| 46           | Fredag d. 1. maj 2020         | Kom maj, du søde milde                     | Når vinteren rinder i grøft og i grav       |                                 |                      | |
| 47           | Lørdag d. 2. maj 2020         | Det var en lørdag aften                    | Vi maler byen rød                           |                                 |                      | |
| 48           | Søndag d. 3. maj 2020         | Morgenstund har guld i mund                | Gem et lille smil til det bli'r gråvejr     |                                 |                      | |
| 49           | Mandag d. 4. maj 2020         | Kringsatt av fiender                       | En lærke letted'                            |                                 |                      | |
| 50           | Tirsdag d. 5. maj 2020        | Se, det summer af sol over engen           | Glemmer du                                  |                                 |                      | |
| 51           | Onsdag d. 6. maj 2020         | Jeg er havren                              | I skoven skulle være gilde                  |                                 |                      | |
| 52           | Torsdag d. 7. maj 2020        | Blæsten går frisk over Limfjordens vande   | En sømand har sin enegang                   |                                 |                      | |
| 53           | Store Bededag d. 8. maj 2020  | Altid frejdig, når du går                  | Ud under åben himmel                        |                                 |                      | |
| 54           | Lørdag d. 9. maj 2020         | Jeg kan se på dine øjne                    | Go' nu nat                                  |                                 |                      | |
| 55           | Søndag d. 10. maj 2020        | Månebarn                                   | Sov sødt, barnlille                         |                                 |                      | |
| 56           | Mandag d. 11. maj 2020        | I Danmark er jeg født                      | Grøn er vårens hæk                          |                                 |                      | |
| 57           | Tirsdag d. 12. maj 2020       | Jutlandia                                  | Gå med i Lunden                             |                                 |                      | |
| 58           | Onsdag d. 13. maj 2020        | Nord og syd og øst og vest                 | Vimmersvej                                  |                                 |                      | |
| 59           | Torsdag d. 14. maj 2020       | Jeg bærer med smil min byrde               | Mild, lattermild og gavmild                 |                                 |                      | |
| 60           | Fredag d. 15. maj 2020        | Chrysillis                                 | Den gang jeg drog afsted                    |                                 |                      | |
| 61           | Lørdag d. 16. maj 2020        | Min pige er så lys som rav                 | Indtil dig igen                             |                                 |                      | |
| 62           | Søndag d. 17. maj 2020        | Nu går solen sin vej                       | Sig månen langsomt hæver                    |                                 |                      | |
| 63           | Mandag d. 18. maj 2020        | Danskerne findes i mange modeller          | Det er i dag et vejr                        |                                 |                      | |
| 64           | Tirsdag d. 19. maj 2020       | Som en rejselysten flåde                   | Den allersidste dans                        |                                 |                      | |
| 65           | Onsdag d. 20. maj 2020        | Hist, hvor vejen slår en bugt              | Midt om natten                              |                                 |                      | |
| 66           | Torsdag d. 21. maj 2020       | Lyset springer pluds'lig ud                | Danmark                                     |                                 |                      | |
| 67           | Fredag d. 22. maj 2020        | Jylland mellem tvende have                 | Jeg plukker fløjlsgræs                      |                                 |                      | |
| 68           | Lørdag d. 23. maj 2020        | Susan himmelblå                            | Nydningen                                   |                                 |                      | |
| 69           | Søndag d. 24. maj 2020        | Velkommen i den grønne lund                | Det haver så nyligen regnet                 |                                 |                      | |
| 70           | Mandag d. 25. maj 2020        | Nu titte til hinanden                      | Stenen slår smut på det danske vand         |                                 |                      | |
| 71           | Tirsdag d. 26. maj 2020       | Skipper Klements morgensang                | Hvorfor er lykken så lunefuld               |                                 |                      | |
| 72           | Onsdag d. 27. maj 2020        | Drømte mig en drøm i nat                   | Ridder Lykke                                |                                 |                      | |
| 73           | Torsdag d. 28. maj 2020       | Du gav os de blomster                      | Danmark, nu blunder den lyse nat            |                                 |                      | |
| 74           | Fredag d. 29. maj 2020        | Farvernes landskab                         | Hvor skoven dog er frisk og stor            |                                 |                      | |
| 75           | Lørdag d. 30. maj 2020        | At samles, skilles ad                      | Langt ud' i skoven                          |                                 |                      | |
| 76           | Søndag d. 31. maj 2020        | I al sin glans nu stråler solen            | Tunge, mørke natteskyer                     |                                 |                      | |
| 77           | Mandag d. 1. juni 2020        | Se dig ud en sommerdag                     | Jeg en gård mig bygge vil                   |                                 |                      | |
| 78           | Tirsdag d. 2. juni 2020       | Her vil ties, her vil bies                 | I dit korte liv                             |                                 |                      | |
| 79           | Onsdag d. 3. juni 2020        | I alle de riger og lande                   | Den milde dag er så lys og lang             |                                 |                      | |
| 80           | Torsdag d. 4. juni 2020       | Nattergalen på sin gren                    | Lyset er vendt                              |                                 |                      | |
| 81           | Fredag d. 5. juni 2020        | Underlige aftenlufte                       | Jeg elsker de grønne Lunde                  |                                 |                      | |
| 82           | Lørdag d. 6. juni 2020        | Danse i måneskin                           | Hvis du ser en krokodille                   |                                 |                      | |
| 83           | Søndag d. 7. juni 2020        | Det er sommer, det er sol og det er søndag | Se nu stiger solen                          |                                 |                      | |
| 84           | Mandag d. 8. juni 2020        | Når egene knoppes                          | Romeo                                       |                                 |                      | |
| 85           | Tirsdag d. 9. juni 2020       | Alle mine kilder                           | Der kommer altid en sporvogn og en pige til |                                 |                      | |
| 86           | Onsdag d. 10. juni 2020       | Er lyset for de lærde blot                 | Sommerens ø                                 |                                 |                      | |
| 87           | Torsdag d. 11. juni 2020      | Storken sidder på bondens tag              | Vort modersmål er dejligt                   |                                 |                      | |
| 88           | Fredag d. 12. juni 2020       | Den mørke nat forgangen er                 | Godmorgen klippeø                           |                                 |                      | |
| 89           | Lørdag d. 13. juni 2020       | Hulde engel                                | En sø med en båd og en måge                 |                                 |                      | |
| 90           | Søndag d. 14. juni 2020       | Hvis tårer var guld                        | Pianomand                                   |                                 |                      | |
| 91           | Mandag d. 15. juni 2020       | Der er et yndigt land                      | Mine øjne de skal se                        |                                 |                      | |
| 92           | Tirsdag d. 16. juni 2020      | Lille du                                   | Til næste sommer                            |                                 |                      | |
| 93           | Onsdag d. 17. juni 2020       | Der stod tre skalke                        | Ole sad på en knold og sang                 |                                 |                      | |
| 94           | Torsdag d. 18. juni 2020      | På Sjølunds fagre sletter                  | Under stjernerne på himlen                  |                                 |                      | |
| 95           | Fredag d. 19. juni 2020       | Jeg vil la´ lyset brænde                   | Alle går rundt og forelsker sig             |                                 |                      | |
| 96           | Lørdag d. 20. juni 2020       | Pjerrot og månen                           | Hvem kan sejle foruden vind                 |                                 |                      | |
| 97           | Søndag d. 21. juni 2020       | Sorrig og glæde                            | Lille frøken Himmelblå                      |                                 |                      | |
| 98           | Mandag d. 22. juni 2020       | Noget om kraft (melodi af Erik Sommer)     | Masser af succes                            |                                 |                      | |
| 99           | Tirsdag d. 23. juni 2020      | Midsommervisen                             | Nu er jord og himmel stille                 |                                 |                      | |

### Sæson 2 (aug. - nov. 2020)
| Nr. hos DR | Dato            | Sang 1                     | Sang 2                                    | Sang 3 | Sang 4 | Kommentar |
| ---------- | --------------- | -------------------------- | ----------------------------------------- | ------ | ------ | --------- |
| 1          | 12. august 2020 | Se hvilken morgenstund     | Forelsket i København                     |        |        |           |
| 2          | 13. august 2020 | Jeg er havren              | Jutlandia                                 |        |        |           |
| 3          | 14. august 2020 | Sommerens ø                | Buster                                    |        |        |           |
| 4          | 15. august 2020 | I Danmark er jeg født      | Frit Land                                 |        |        |           |
| 5          | 16. august 2020 | Godmorgen lille land       | Det er sommer det er sol og det er søndag |        |        |           |
| 6          |                 | Lysets engel går med glans | I en lille båd der gynger                 |        |        |           |
| 7          |                 | Det lysner over agres felt | Dansevise                                 |        |        |           |
| 8          |                 |                            |                                           |        |        |           |

'I østen stiger solen op' og 'Fuld af nattens stjerner'
'Jens Vejmand' og 'Hvorfor er lykken så lunefuld'
'Jylland mellem tvende have' og 'Under stjernerne på himlen'
'Jeg ved en lærkerede' og 'Jeg vil la' lyset brænde'
'Jeg går og hedder Frede' og 'Når jeg bli'r gammel'
'Frihed er det bedste guld' og 'Hvis tårer var guld'
'Hvor smiler fager den danske kyst' og 'Skibet skal sejle i nat'
'Nu titte hinanden' og 'Sangen om Larsen'
'Marken er mejet' og 'Solsikke'
'Så tag mit hjerte' og 'Brug dit hjerte som telefon'
'Hør, den lille stær' og 'Den røde tråd'
'Septembers himmel er så blå' og 'Sæsonen er slut'
'Du kom med alt det der var dig' og 'De første kærester på månen'
'Sensommervise' og 'Papegøjen fra Amerika'
'Der er et yndigt land' og Re-Sepp-ten'
'Barndommens land' og 'Sla-ba-du-ba-delle'
'Er lyset for de lærde blot' og'Du er ikke alene'
'Skipper Klements Morgensang' og 'Den lige vej'
'Se nu stiger solen' og 'Du er'
'Kringsatt av fiender' og 'Papirklip'
'Puff den magiske drage (en)' og 'Right Next to the Right One'
'I dag skal du løfte dit hoved mod himlen' og 'Kender du det?'
'I skovens dybe stille ro' og 'Midt om natten'
'O at være en høne' og 'Duerne flyver'
'En yndig og frydefuld sommertid' og 'Den gamle gartners sang'
'Nu falmer skoven trindt om land' og 'Det er mig der står herude og banker på'
'Livstræet' og 'What a Wonderful World'
'Kirsten og vejen fra Gurre' og 'Barndommens gade'
'Gå ud og gå en tur' og 'Dengang jeg drog afsted'
'Som en rejselysten flåde' og 'Hvalborg'
'Du gav os de blomster' og 'Tak er kun et fattigt ord'
'Stenen slår smut' og 'Danmark, dit indre ocean'
'Den signede dag med fryd vi ser' og 'Yesterday'
'Det var en lørdag aften' og 'Romeo'
'Jeg ved, hvor der findes en have så skøn' og 'Jeg plukker fløjsgræs'
'Hvad er det, min Marie!' og 'Rør ved mig'
'Vort modersmål er dejligt' og 'Man binder os på mund og hånd'
'Katinka, Katinka' og 'Sensommervise'
'Morgenstund har guld i mund' og 'Joanna'
'Underlige aftenlufte' og 'Costa del Sol'
'Noget om kraft' og 'En kort, en lang'
'Efterår' og 'Fy fy skamme'
'Vi sletternes sønner' og 'Indianer'
'Det haver så nyligen regnet' og 'Purple Rain (en)'
'Blæsten går frisk over Limfjordens vande' og 'En sømand har sin enegang'
'Tju Bang Chokolademand' og 'Solen er så rød, mor'
'Gud ske tak og lov' og 'Øde ø'
'Du er min øjesten' og 'Mine øjne de skal se'
'Du, som har tændt millioner af stjerner' og 'To lys på et bord'
'Hodja fra Pjort' og 'Heksemutter lod en tudse'
'Dagen bliver så kort ved Allehelgen' og 'Woodoo'
'Regnvejrdag i november' og 'Verden er i farver'
'I alle de riger og lande' og 'Hallelujah (en)'
'Amazing Grace' og 'American Pie'
'Jeg er så glad for min cykel' og 'Bakke Snagvendt-sangen'
'Musens sang' og 'Vindens farver'
'Årstiderne (vasketøjet vajer for vinden)' og 'Wind of Change'
'Sig nærmer tiden' og 'Stjernefart'
'Drømte mig en drøm i nat' og 'Efter festen'
'Man må trække en grænse' og 'Danser i min mors høje sko'
'Vi der valgte regnen' og 'Raindrops Keep Fallin' on My Head (en)'
'Skybrud' og 'Regndans'
'Mørk er november' og 'Mørkets sang'

### Sæson 3 (nov. - dec. 2020)
'Højt på en gren en krage' og 'Rapanden Rasmus'
'Lille sommerfugl' og 'Sommerfuglen'
'Friheden flyver' og 'Se Venedig og dø'
'Perfect Day (en)' og 'Den nordjyske sang'
'November igen' og 'She'
'Nu vågner alle guds fugle små' og 'Kys det nu (Det Satans liv)'
'Langt højere bjerge' og 'I et land uden høje bjerge'
'Noget om billigrejser' og 'Wulle Wap (Jungledyret Hugo)'
'Den første gang jeg så dig' og 'Kys hinanden'
'Der er noget i luften' og 'Når du ser et stjerneskud'
'December årets endeligt' og 'I'm Dreaming of a White Christmas'
'Blomstre som en rosengård' og 'Masser af succes'
'Decembersang' og 'Jesus og Josefine'
'Skyerne gråner' og 'Danmarksfilm'
'Kald det kærlighed' og 'The Christmas Song'
'Hold håbet op' og 'Skat' det koldt'
'Et hav der vugger sig til ro nu' og 'Lille Messias'
'Chrysillis' og 'Have Yourself a Merry Little Christmas (en)'
'Glade jul, dejlige jul' og 'Kloden drejer stille rundt'
'Kender I den om Rudolf' og 'På loftet sidder nissen'
'Glitrende hav' og 'Decembernat'
'En rose så jeg skyde' og 'Pagten (uden hinanden)'
'Fuglene letter mod vinden' og Bjældeklang'
'Frihedens lysdøgn' og 'Let It Snow! Let It Snow! Let It Snow!'
'For en fremmed barskt og fattigt' og 'Drømte mig en lille drøm'
'Søren Banjomus' og 'Højt fra træets grønne top'
'Skal vi klippe vore julehjerter sammen' og 'En anden jul'
'Et barn er født i Betlehem' og 'Driving Home for Christmas (en)'
'Juletræet med sin pynt' og 'All I Want for Christmas Is You'
'I aften er det juleaften' og 'Julen har bragt velsignet bud'
'Velkommen igen, Guds engle små' og 'Last Christmas'
'Mit hjerte altid vanker' og 'En stjerne skinner i nat'
'Shower the people (en)' og 'Vindens farver'
'Moder Jord' og 'Fields of Gold (en)'
'Der er et yndigt land' og 'Happy New Year (en)'

### Sæson 4 (jan. - apr. 2021)
'Vær velkommen, Herrens år' og 'Januar har sne på huen'
'Du gamle måne' og 'Life on Mars (en)'
'Paa Sjølunds fagre Sletter' og 'København'
'Vort ældgamle land' og 'Josephine'
'Der er ingenting i verden så stille som sne' og 'Smuk og dejlig'
'Vi ser det i de klare nætters himmel' og 'My Way (en)'
'Spurven sidder stum bag kvist' og 'Vinterdage'
'Tænd et lys for mig' og 'You've Got a Friend'
'Sneflokke kommer vrimlende' og 'Dommen er faldet, ingen appel'
'For vist vil de komme' og 'Imagine'
'Usynlige' og 'Somewhere Over the Rainbow'
'Solhverv' og 'Der er et venligt lille land'
'Det er hvidt herude' og 'Michelle (en)'
'Dejlighedssang' og 'Close to You (en)'
'Daggryet lister sig frem over himlen' og 'Those Who Were'
'Imellem Esbjerg og Fanø' og 'Den knaldrøde gummibåd'
'Vi maler byen rød' og 'The Girl from Ipanema'
'Er der steder hvor sandheden synger' og 'Sleeping My Day Away'
'Åbent landskab' og 'Åbent hjerte'
'Det var en morgen ved vintertid' og 'I dit korte liv'
'Sov på min arm' og 'Malaga'
'Kom maj du søde milde' og 'Alle går rundt og forelsker sig'
'Noget om en pige med musik i', 'En lille sang' og 'At lære er at ville'
'Wimmersvej' og 'Fly Me to the Moon (en)'
'Februar' og 'Kys bruden'
'Grøn salme' og 'Vem vet'
'Lyset vælder ind i verden' og 'Når lyset bryder frem'
'Småland' og 'Ack Värmeland, du sköna'
'Hvor du sætter din fod' og '11:07 PM'
'Hvem vil ikke gerne være kat' og 'Bella Notte (en)'
'Det lyser koldt i februar' og 'Veras vinterven'
'Nu står der skum fra bølgetop' og 'For når en sailor går i land'
'Giv os lyset tilbage' og 'For kendt'
'Her vil ties, her vil bies' og 'Let It Be'
'Udrundne er de gamle dage' og 'Wonderwall'
'My Funny Valentine (en)' og 'Kærligheden kalder'
'Som en hvisken gennem kornet' og 'In My Life (en)'
'Jens Vejmand' og 'Inderst inde'
'Lyset er vendt' og 'Er du dus med himlens fugle'
'Guds nåde er en vintergæk' og 'Penny Lane (en)'
'Danskerne findes i mange modeller' og 'Danmark (jeg mærker halvt i søvne bilens fart)'
'Julies sprog' og 'Det' lige det'
'Nu sænker Gud sit ansigt over Jorden' og 'De evige tre'
'Altid frejdig, når du går' og 'Hvileløse hjerte'
'Three Little Birds (en)' og 'Sig du ka' li' mig'
'Den blå anemone' og 'Jeg plukker fløjlsgræs'
'Uberørt af byens travlhed' og '9 to 5 (en)'
'Godmorgen lille land' og 'Nina kære Nina'
'Lysfyldt morgen til marven kold' og 'Light My Fire (en)'
'Forelskelsessang (Du kom med alt der var dig)' og 'Forårssang uden håb'
'Tænker altid på dig' og 'Det' en hemmelighed'
'Hilsen til forårssolen' og '7 Years'
'Spænd over os dit himmelsejl' og 'Langebro'
'Den gamle skærslippers forårssang' og 'Som fluer'
'Solen er så rød, mor' og 'Man binder os på mund og hånd'
'I mit grænseland' og 'I Want to Break Free (en)'
'Solitudevej' og 'Ensomhedens gade nr. 9'
'I østen stiger solen op' og 'Buster'
'Nattergalen, kender du den' og 'Killing Me Softly with His Song'
'Det er i dag et vejr' og 'Til en veninde'
'I Will Always Love You' og 'Jolene (en)' (Dolly Parton-afsnit)
'I en lille båd der gynger' og 'My Heart Will Go On'
'Lyse nætter' og 'Blue Moon (en)'
'Livstræet' og 'Taxa'
'I kan ikke slå os ihjel' og 'Plutonium'
'Längtan til Italien' og 'Mandalay'
'Blæsten kan man ikke få at se' og 'Frihedens lysdøgn'
'Som forårssolen morgenrød' og 'Kære linedanser'
'Den milde dag er lys og lang' og 'Lundeborghymnen'
'Puff den magiske drage' og 'Jutlandia'
'Tag det sorte kors fra graven!' og 'Hej april'
'Hil dig, frelser og forsoner' og 'Min Jesus lad mit hjerte få'
'Vårvise' og 'April'
'Påskeblomst! hvad vil du her' og 'Hold da op! Hvad sker der her'
'Et hus at komme til' og 'Forårsdag'
'Fortabt er jeg stadig' og 'Sådan nogen som os'
'Den signede dag med fryd vi ser' og 'En lille pige i flade sko'
'Bedstefar, tag dine tænder på' og 'Blackbird (en)'
'Kringsatt av fiender' og 'Syv kjoler for synligheden'

### Sæson 5 (apr. - . 2021)
'Det dufter lysegrønt af græs (sommersalme)' og 'Jeg snakker med mig selv'
'Alle går rundt og forelsker sig' og 'Glemmer du'
'Du som har tændt millioner af stjerner' og 'Det er lærkernes tid'
'Love Song' og 'Your Song' (Elton John-afsnit)
'Farvernes landskab' og 'Tæt på Ækvator'
'Grøn er vårens hæk' og 'Titanic'
'Kong Christian stod ved højen mast' og 'På en fransk altan'
'Overgi'r mig langsomt' og 'Kristallen den fina'
'Nu lyser løv i lunde' og 'Vi sletternes sønner'
'Elefantens vuggevise' og 'The Second You Sleep'
'Nu går våren gennem Nyhavn' og 'Der er noget galt i Danmark'
'Sig månen langsomt hæver' og 'I Wish (en)'
'Som dybest brønd gi'r altid klarest vand' og 'Stille, hjerte, sol går ned'
'Denne morgens mulighed' og 'Du gav os de blomster'
'Bornholm Bornholm Bornholm' og 'Mormors kolonihavehus'
'Se, nu stiger solen af havets skød' og 'Er lyset for de lærde blot'
'Sad i parken' og 'Somethin' Stupid (en)'
'Skybrud' og 'Come Rain or Come Shine (en)'
'Morgenstund har guld i mund' og 'Brændende læber'
'Storken sidder på bondens tag' og 'Where Have All the Flowers Gone? (en)'